# Neoseiulus latoventris
Neoseiulus latoventris är en spindeldjursart som först beskrevs av Wolfgang Karg och Edland 1987.  Neoseiulus latoventris ingår i släktet Neoseiulus och familjen Phytoseiidae. Inga underarter finns listade i Catalogue of Life.